# Danica Tovornik
Danica (Daniela) Tovornik, slovenska biologinja in kemičarka, medicinska entomologinja, 2. julij 1927

, Sarajevo, † april 2012, Ljubljana.
Bila je dolgoletna sodelavka sedanjega Inštituta za varovanje zdravja RS.

## Življenjepis
Rodila se je 2. julija 1927 v Sarajevu, mami Katarini in očetu Jakobu.
Šolanje je opravila v Ljubljani: 4 razrede osnovne šole (1934-1938), 8 razredov realne gimnazije z maturo (1939-1946) in študij biologija-kemija na Prirodoslovno matematični fakulteti v Ljubljani (1946-1953). Diplomirala je v posebni biološko-kemijski znanstveni skupini v letu 1953 z nalogo O čebeljem orientiranju in komuniciranju. Dodatni študij kemije je opravila na kemijskem oddelku Tehniške fakultete v Ljubljani, kjer pa ni diplomirala.
V letu 1954 se je zaposlila na Centralnem higienskem zavodu v Ljubljani (po več preimenovanjih danes Inštitut za varovanje zdravja Republike Slovenije).
Leta 1968 je doktorirala s temo Ekosistemi arbovirusnih infekcij v Sloveniji in v nekaterih drugih predelih Jugoslavije.

## Znanstveno delo
Strokovno se je ukvarjala z raziskavami sistematike in ekologije zajedavskih pršic, še posebej trdih klopov ter komarjev. Trdi klopi so prenašalci klopnega meningoencefalitisa. Obenem so tesno povezani s svojimi številnimi in raznolikimi vretenčarskimi gostitelji (plazilci, ptice in sesalci, vključno s človekom). V Sloveniji živijo v gozdnih kompleksih z značilnimi ekološkimi pogoji. V takih predelih se ljudje tudi najlažje okužijo in jih označujemo kot naravna žarišča klopnega meningoencefalitisa, zato je bil to eden bistvenih elementov njenega raziskovalnega dela ne le v Slovenji, temveč širše na ozemlju nekdanje Jugoslavije.
Iz te tematike je objavila okrog 120 znanstvenih in strokovnih člankov ter razprav, s čimer se je uveljavila kot mednarodno priznana znanstvenica.
Neprestano je gostovala in se izpopolnjevala tudi v tujini. Na začetku kariere v letih 1954 in 1955 najprej v Beogradu na Parazitološkem inštitutu Akademije znanosti in Higienskem inštitutu ter v Zagrebu na Oddelku za parazitologijo Veterinarske fakultete in Mikrobiološkem inštitutu Medicinske fakultete, ter letih 1957 in 1958 na Parazitološkem inštitutu Češkoslovaške akademije znanosti v Pragi.
Leta 1960 se je kot štipendistka Svetovne zdravstvene organizacije (WHO) izpopolnjevala v laboratorijih Sovjetske Akademije znanosti v Moskvi, takratnem Leningradu in Tbilisiju. Leta 1973 je svoje znanje dopolnjevala na School of Tropical Medicine and Hygene v Londonu.
V osemdesetih letih je bila občasna svetovalka WHO, ves čas pa je tesno sodelovala z United States Naval Medical Research Unit (NAMRU) v Kairu in je bila častna članica American Mosquito Control Association.

## Nagrade
Njeno raziskovalno delo je bilo prepoznano in cenjeno tudi doma, saj je leta 1976 prejela nagrado Sklada Borisa Kidriča za svoje znanstveno delo.
Po njej nosita znanstveno ime tudi dve vrsti perojedov Brueelia tovornikae (Balat, 1981) in Coloceras tovornikae Tendeiro, 1973.